# Prosinec 2015

## Prosinec

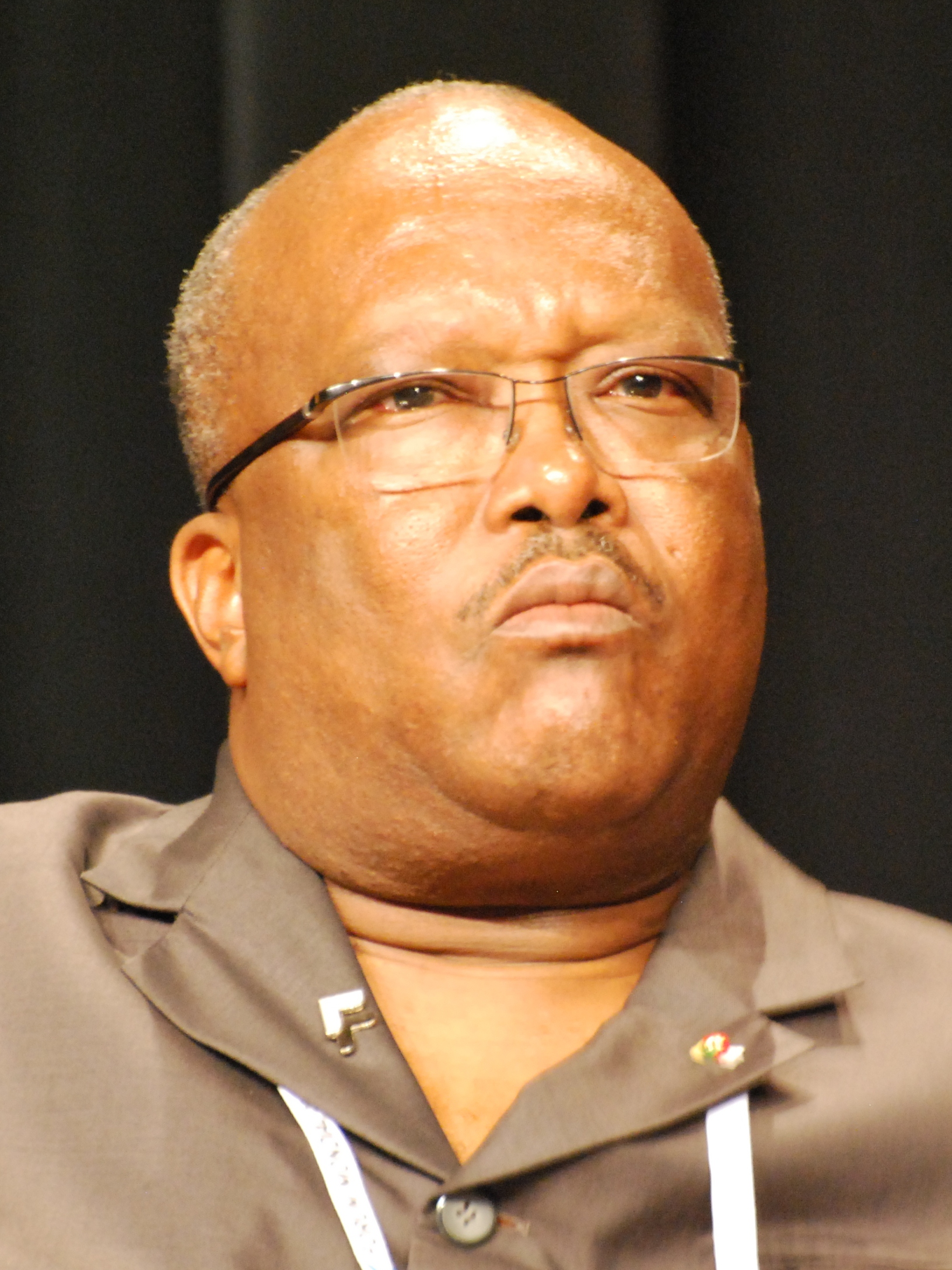
Roch Marc Kaboré

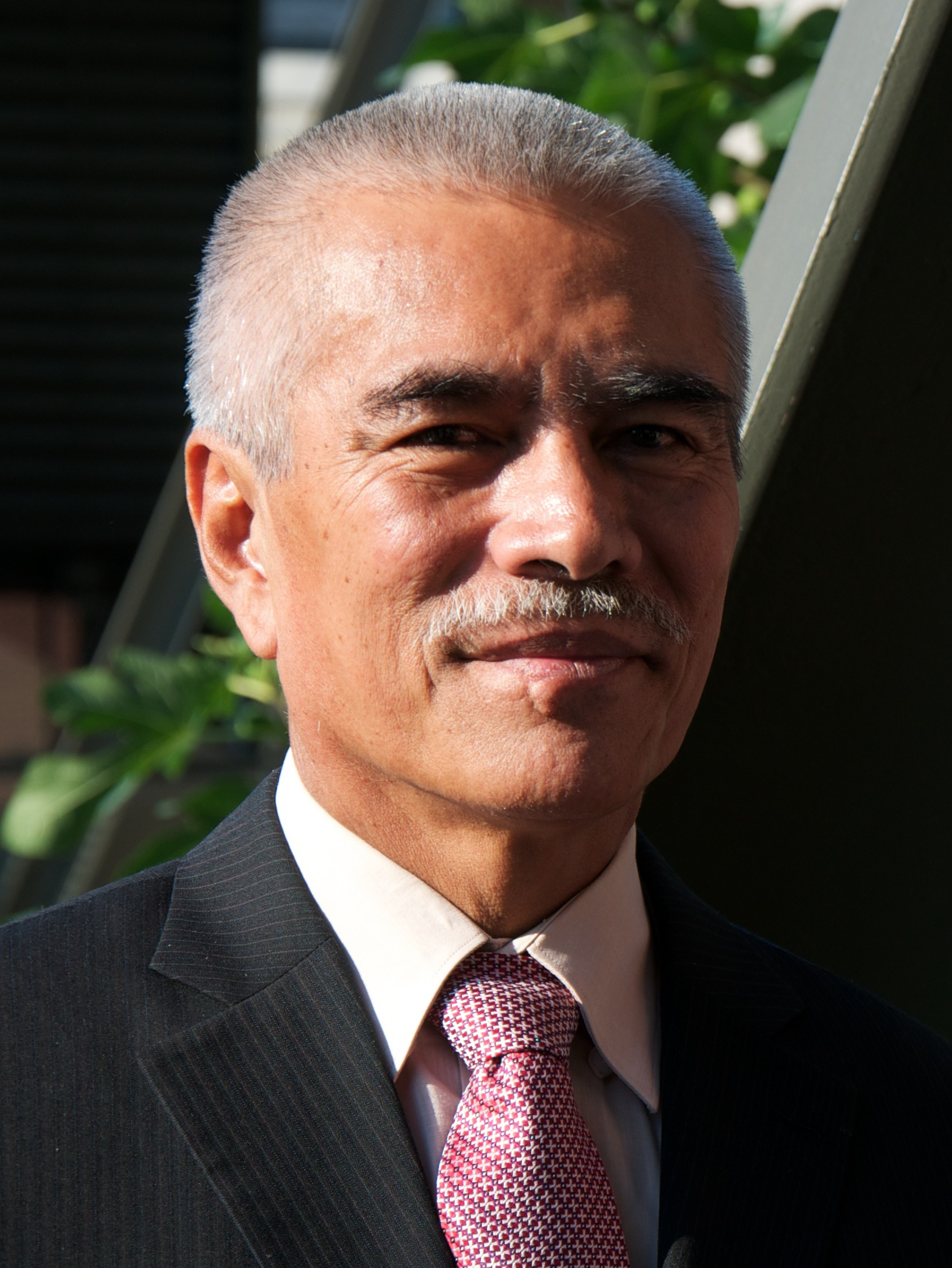
Anote Tong

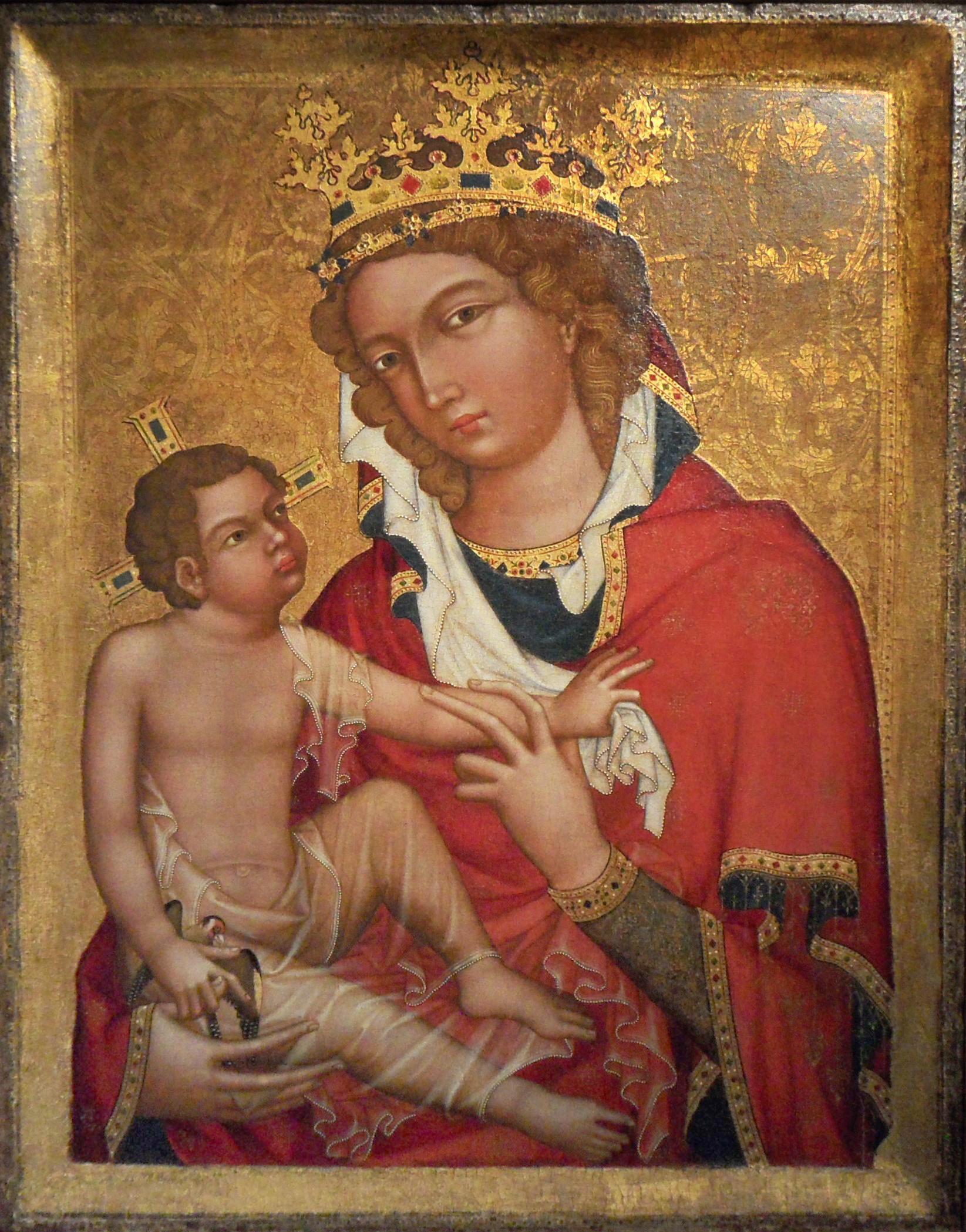
obraz Madona z Veveří

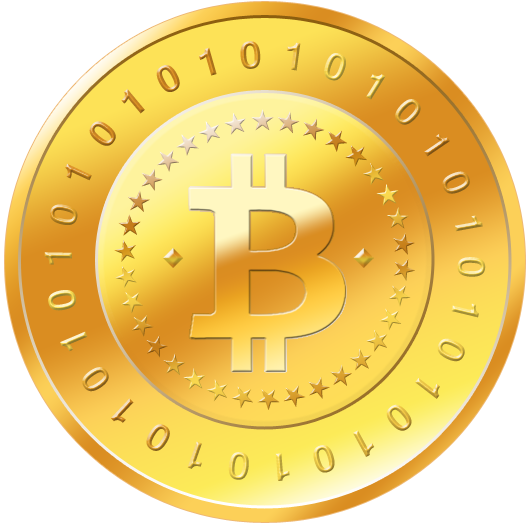
Bitcoin logo

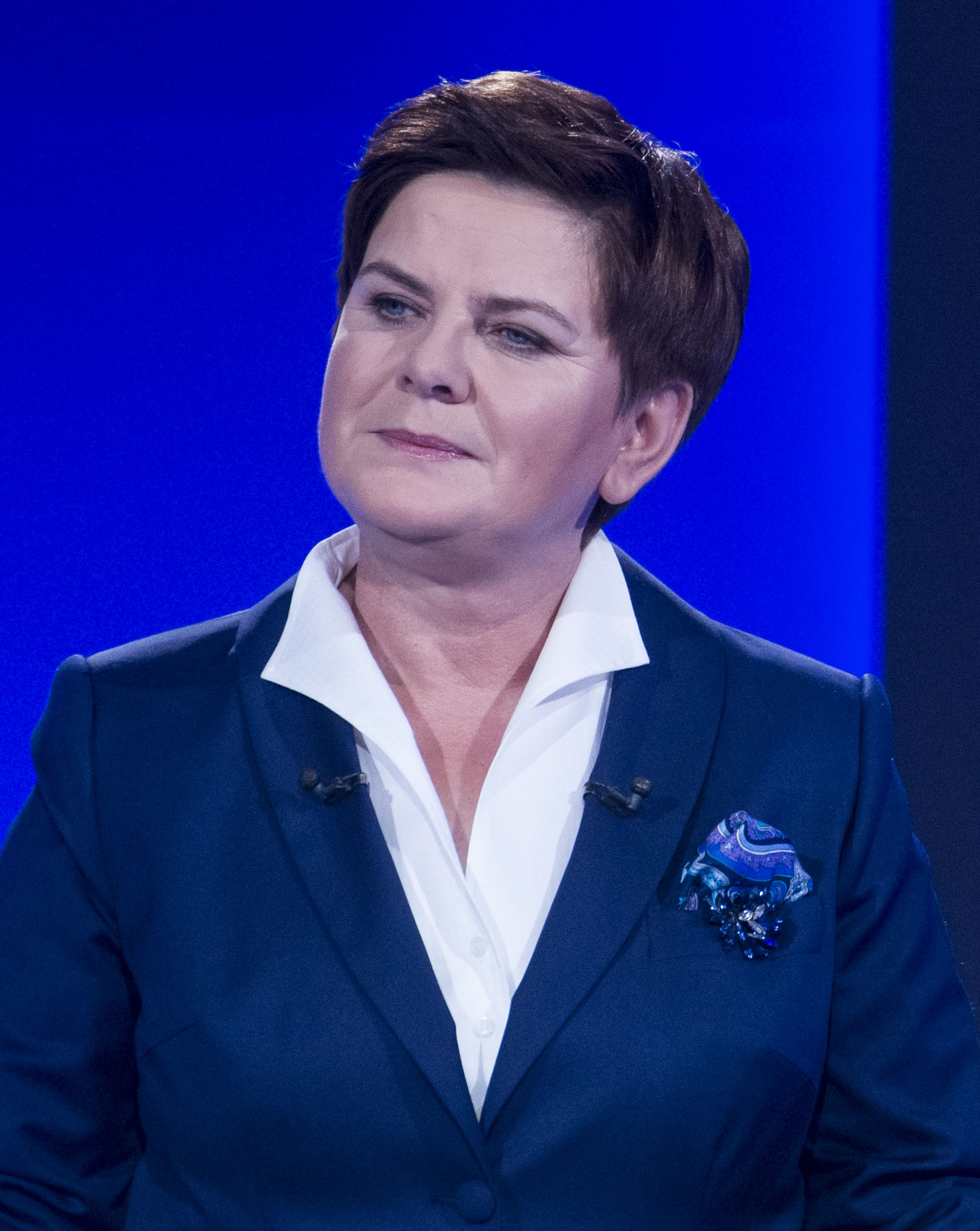
Beata Szydłová

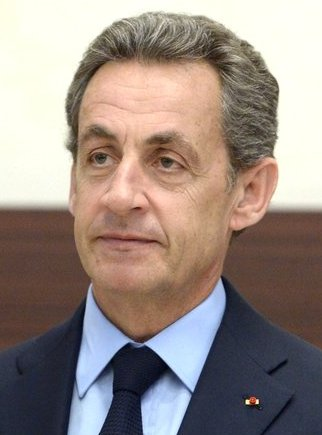
Nicolas Sarkozy

trasa letu Kogalymavia 9268

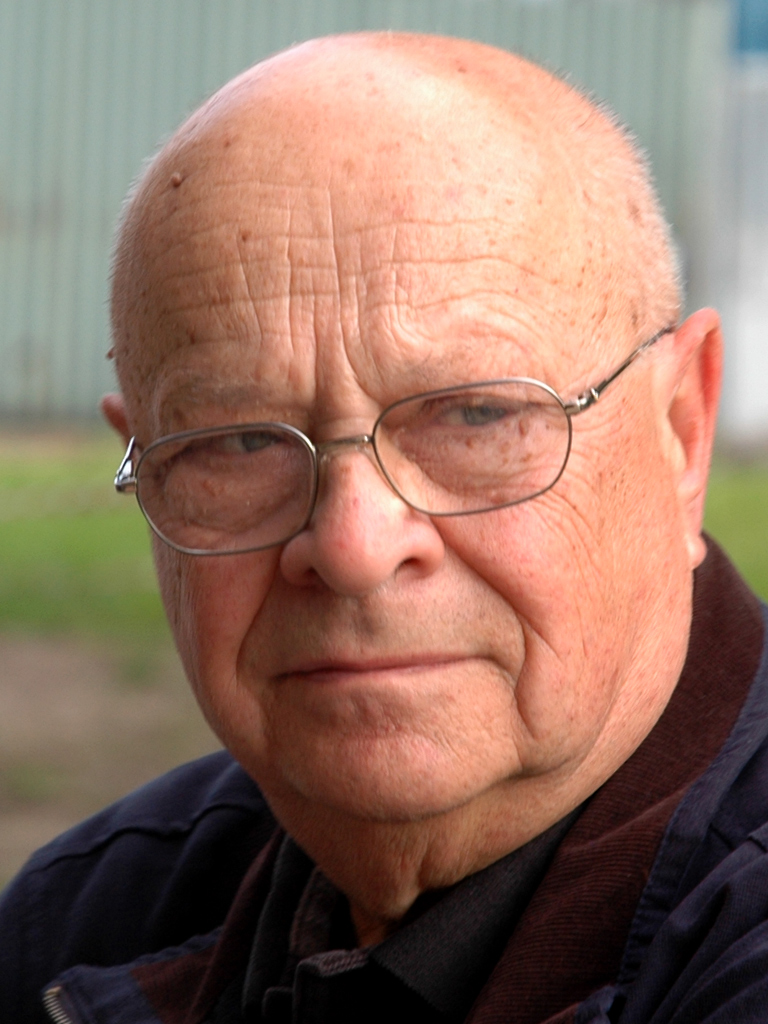
Aleš Veselý

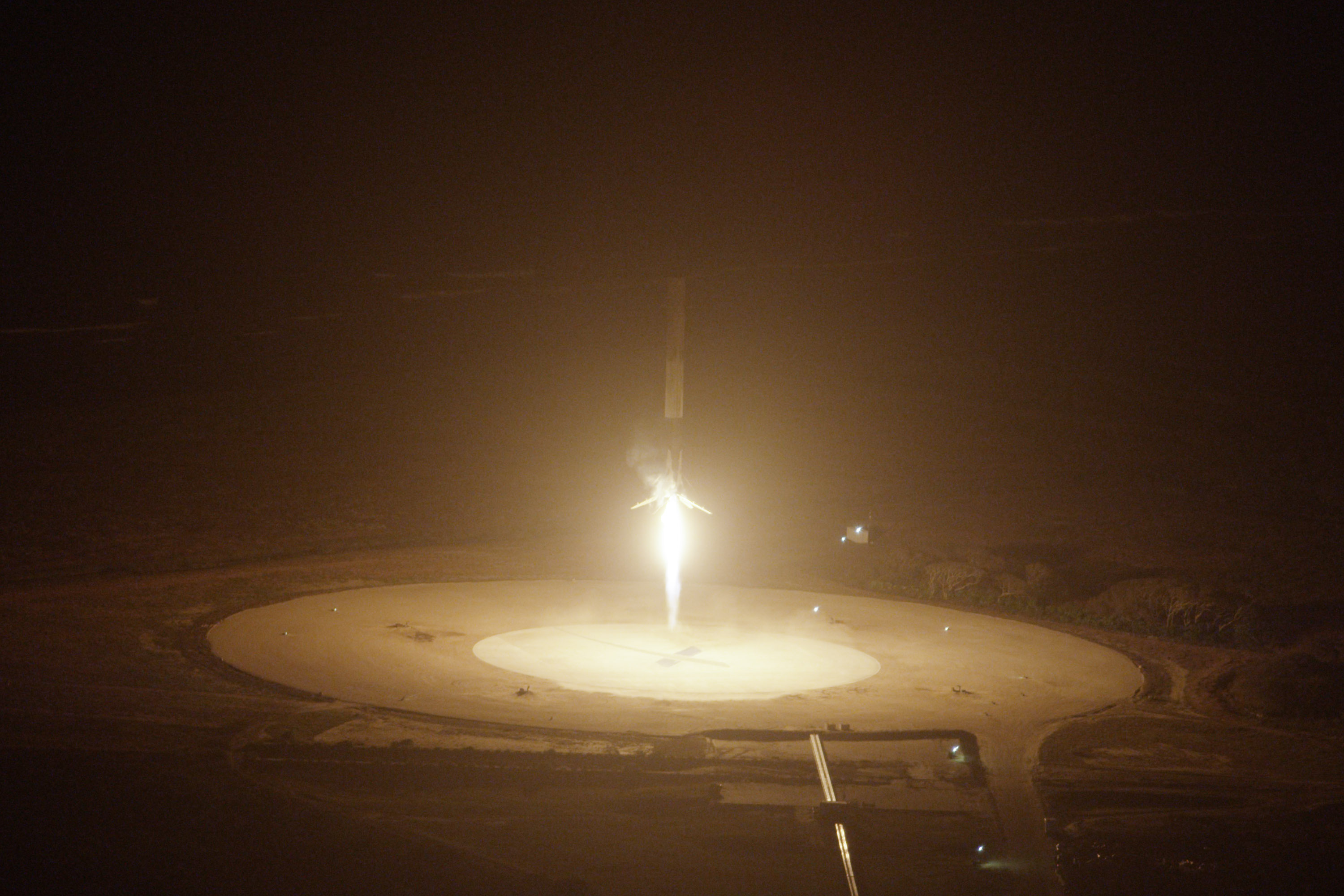
Falcon 9

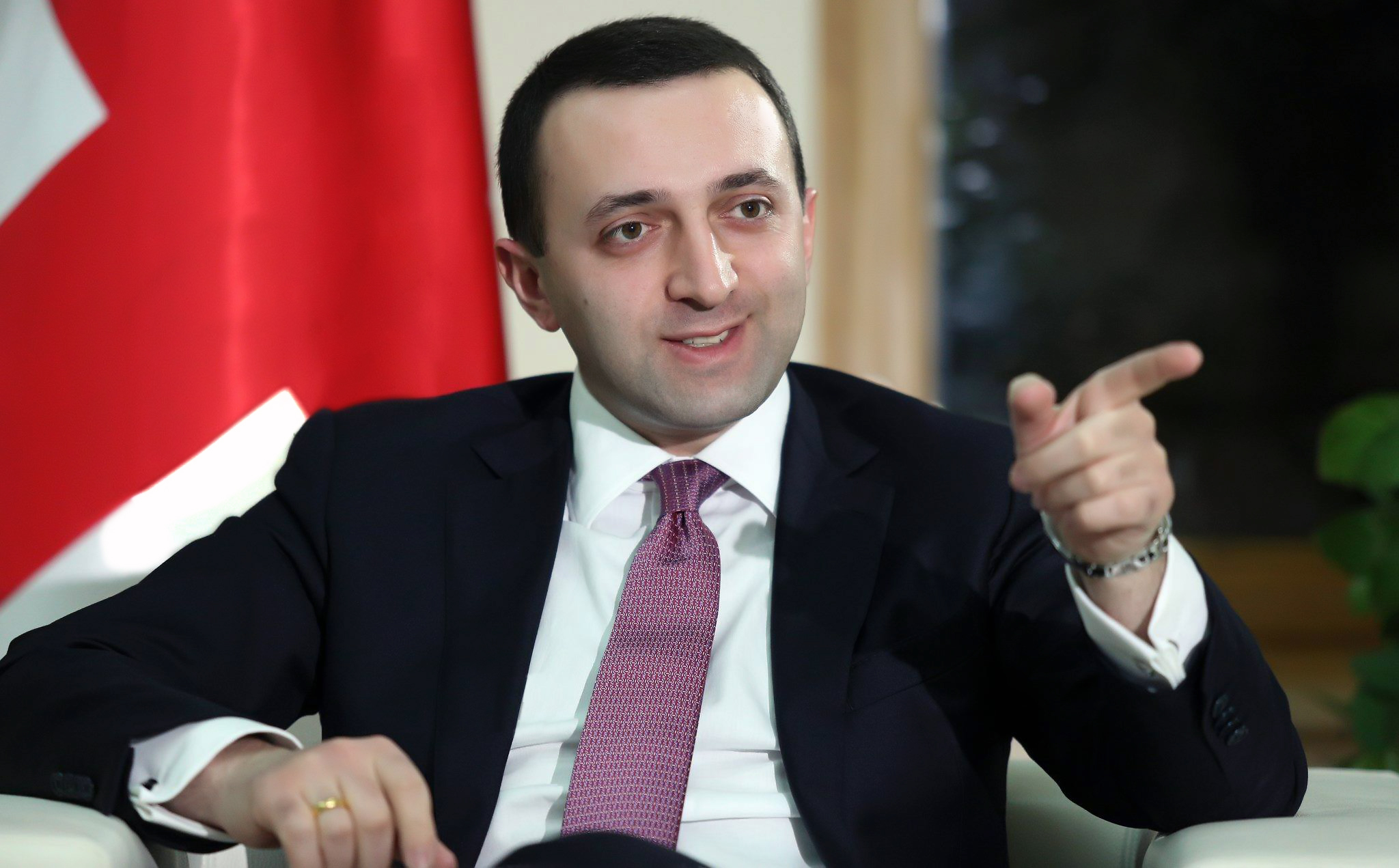
Irakli Garibašvili

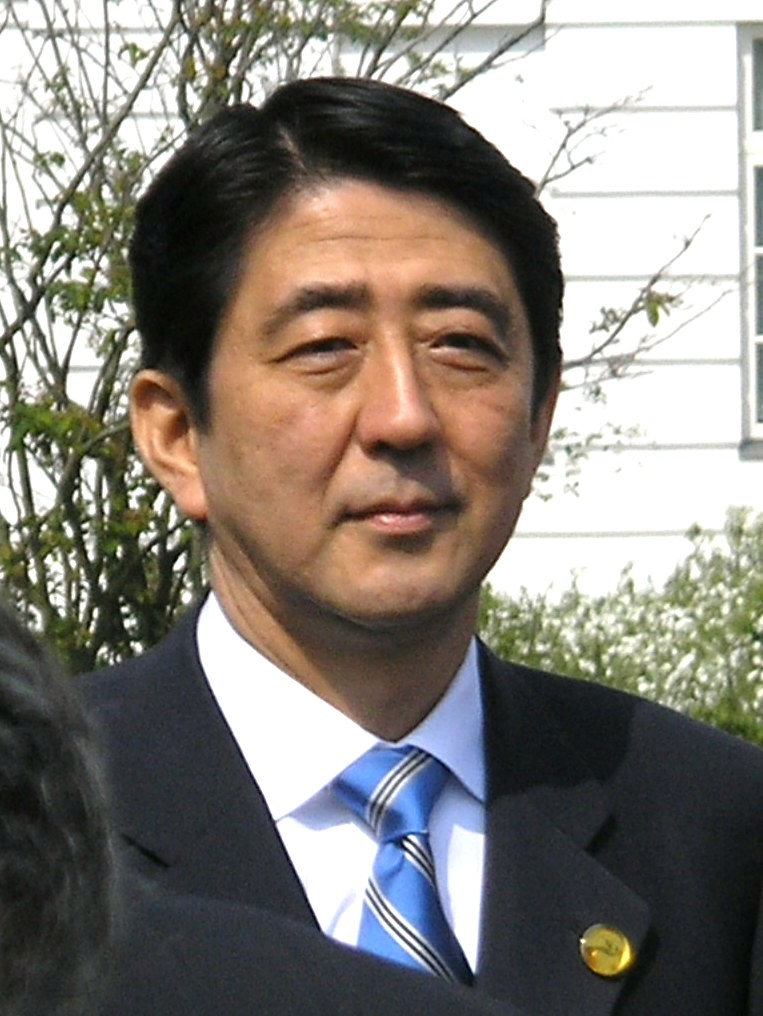
Šinzó Abe

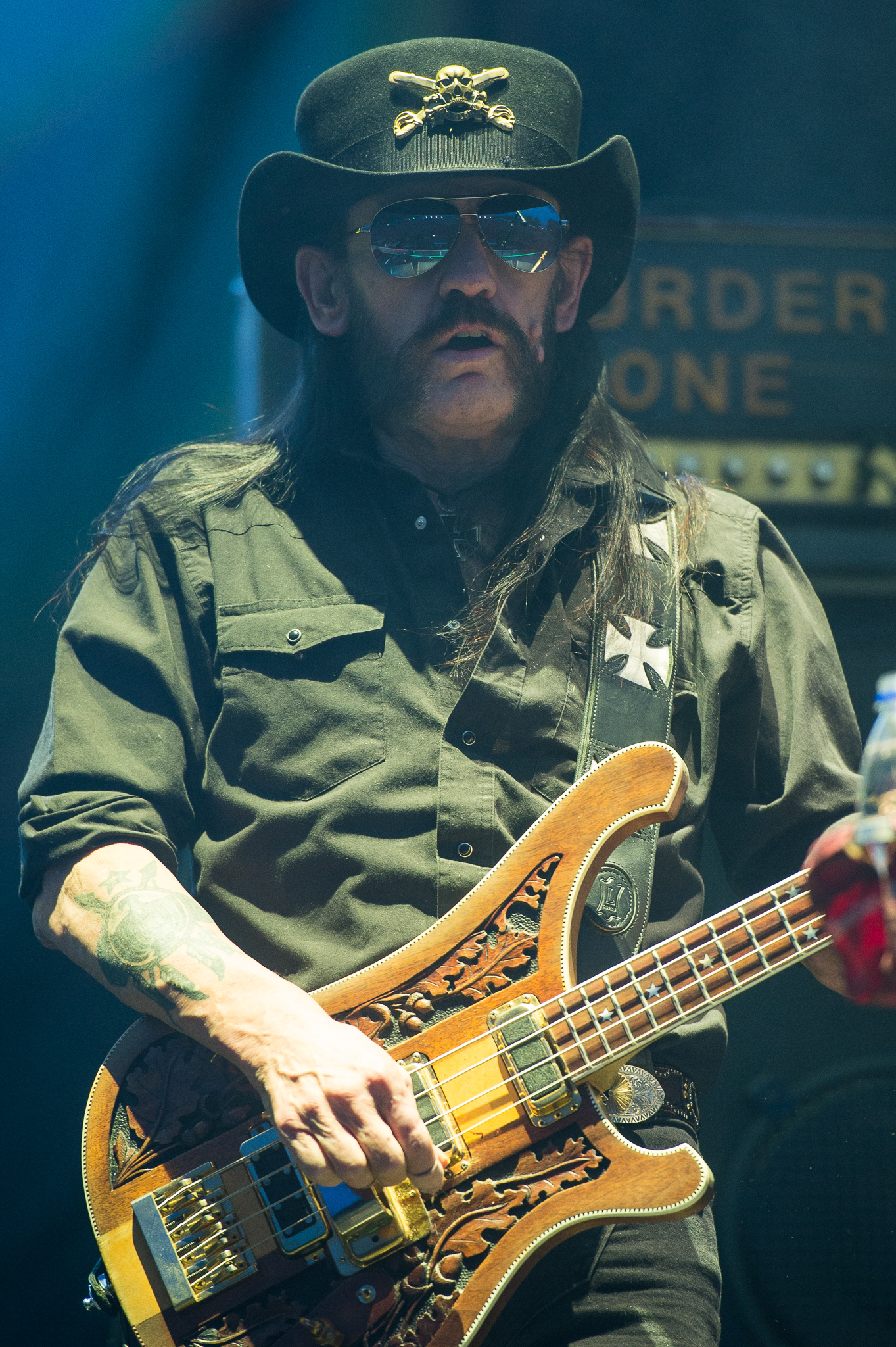
„Lemmy“ Kilmister

1. prosince – úterý 
 Prezidentské volby v Burkině Faso vyhrál většinou hlasů Roch Marc Kaboré (na obrázku).
 Libanonská armáda provedla výměnu 29 zajatců s frontou an-Nusrá v libanonském městě Arsal. Mezi vyměněnými je také Saja al-Duleimi, bývalá manželka Abú Bakra al-Bagdádího.
 Helikoptéry mise OSN v Kongu (MONUC) zahájily v koordinaci s konžskou armádou nálety na pozice ugandských islamistů ze Spojených demokratických sil (ADF).
 Válka proti Islámskému státu: Německá vláda schválila nasazení 1 200 vojáků Bundeswehru k nebojovému nasazení v Sýrii.
 Indonéské úřady zveřejnily zprávu o pádu letu Indonesia AirAsia 8501. Nehodu způsobila závada palubního počítače a chybná reakce posádky.
 Flotila čtyř japonských velrybářských lodí vyplula, navzdory rozhodnutí Mezinárodního soudního dvora, na lov antarktických plejtváků malých v Jižním ledovém oceánu.
 Anote Tong (na obrázku), prezident Kiribati, v rozhovoru s BBC sdělil, že jeho země nebude za 60 let v důsledku zvedání hladiny moří existovat bez ohledu na výsledek Pařížské klimatická konference a její obyvatelé již zahájili přípravy k přesídlení.
2. prosince – středa 
 Válka proti Islámskému státu: Parlament Spojeného království schválil nálety RAF na pozice samozvaného Islámského státu v Sýrii.
 Nejméně 14 lidí bylo zabito při útoku skupiny ozbrojenců v budově Regionálního střediska Inland v kalifornském San Bernardinu. Dva pachatelé byli zastřeleni.
 Brazilský parlament zahájil proces odvolání prezidentky Dilmy Rousseffové.
 Kamerunský ministr obrany oznámil, že vojáci regionálních operačních sil při operaci na nigerijsko–kamerunské hranici zabili kolem sta bojovníků Boko Haram a osvobodili nejméně 900 jejich rukojmí.
 Španělský ústavní soud zrušil rezoluci katalánského parlamentu požadující vyhlášení referenda o nezávislosti španělského regionu.
 Severoatlantická aliance oficiálně vyzvala Černou Horu ke vstupu do aliance, která ji před patnácti lety bombardovala.
 Al-Káida na Arabském poloostrově obsadila města Zindžibár a Džaar na jižním pobřeží Jemenu.
4. prosince – pátek 
 Švýcarská policie zadržela v curyšské bance českého europoslance Miloslava Ransdorfa, jenž bude stíhán na svobodě pro pokus o podvod.
 Německý parlament schválil nasazení Bundeswehru v podpoře vojenské intervence proti samozvanému Islámského státu.
 Nejméně 280 lidí zemřelo při povodních v okolí města Čennaí v indické státě Tamilnádu.
 Nejméně 16 lidí bylo zabito při výbuchu zápalné bomby v Káhirské restauraci.
5. prosince – sobota 
 Čadská armáda oznámila, že 30 lidí bylo zabito při trojitém sebevražedném atentátu na tržnici na ostrově Koulfoua v Čadském jezeře.
 Největší americké noviny, The New York Times, porušily devadesátiletou tradici, když na první straně zveřejnily editorial požadující zákaz prodeje automatických zbraní civilistům.
 Požár ropné plošiny v Kaspickém moři si vyžádal 32 mrtvých.
 Irácká vláda vyzvala Turecko, aby neprodleně stáhlo své vojáky cvičící iráckou Pešmergu v provincii Ninive.
 Kolumbijský prezident Juan Manuel Santos oznámil nález galeony San José potopené britským námořnictvem roku 1708 při převozu zlatého pokladu v hodnotě 4 až 17 miliard dolarů.
 Bouře Desmond přinesla nad Britské ostrovy vítr o síle orkánu a přívalový déšť. Nejsilnější záplavy postihly hrabství Cumbria.
6. prosince – neděle 
 Arménie se na základě výsledků všelidového referenda stane parlamentní republikou.
 Irská a britská armáda byly nasazeny k likvidaci následků bouře Desmond, která nad Britské ostrovy přinesla přívalový déšť s rekordními srážkovými úhrny v britském hrabství Cumbria.
 Sebevražedný atentátník zabil guvernéra jemenské provincie Aden, Jaafara Mohammeda Saada.
 Jeden člověk byl pobodán při útoku v londýnském metru. Metropolitní policejní služba označila čin jako teroristický útok.
7. prosince – pondělí 
 Byl zahájen provoz na železničním spojení mezi Aší a Selbem.
 Venezuelské parlamentní volby vyhrálo opoziční hnutí Kulatý stůl demokratické jednoty. Socialistický prezident Nicolás Maduro potvrdil volební porážku.
 Lotyšská premiérka Laimdota Straujuma podala demisi.
 Občanská válka v Sýrii: Nejméně čtyři příslušníci syrské armády byli zabiti při leteckém úderu poblíž Dajr az-Zaur. Sýrie z útoku obvinila americké letectvo.
8. prosince – úterý 
 Japonská meziplanetární sonda Akacuki vstoupila na oběžnou dráhu Venuše.
 Peking vyhlásil nejvyšší stupeň smogové pohotovosti, byly uzavřeny školy, utlumena stavební činnost a omezena doprava.
 Církevní restituce v Česku: Obvodní soud pro Prahu 1 rozhodl, že Národní galerie musí vydat obraz Madona z Veveří (na obrázku) příslušné farnosti římskokatolické církve.
 Archeologové objevili poblíž Lipníku nad Bečvou torzo hliněné sošky patřící ke kultuře s lineární keramikou vytvořené prvními zemědělci na počátku neolitu před 7 000 lety.
 Eagles of Death Metal a U2 vystoupili na společném koncertě v Paříži tři týdny po vražedném útoku v koncertním sále Bataclan.
 Prezidentský kandidát Donald Trump vyzval k zavedení náboženské diskriminace na hranicích Spojených států amerických.
9. prosince – středa 
 Německá kancléřka Angela Merkelová byla vyhlášena osobností roku časopisu Time jako „vytrvalá morální vůdkyně“ během uprchlické krize.
 Japonská policie zatkla Korejce podezřelého z provedení bombového útoku na kontroverzní šintoistickou svatyni Jasukuni.
 Australská federální policie provedla razii v domě podnikatele Craiga Stevena Wrighta, který je médii označen jako Satoši Nakamoto zakladatel internetové měny Bitcoin (na obrázku).
 Válka v Afghánistánu: Nejméně 18 lidí bylo zabito při útoku Tálibánu na letiště v Kandaháru.
 Občanská válka v Sýrii: Syrští povstalci vyklidili poslední čtvrť města Homs. Na základě dohody o příměří sjednaného OSN.
 Nezávislá vyšetřovací komise představila důkazy protiřečící oficiální verzi o zmizení 43 studentů ve městě Iguala.
10. prosince – čtvrtek 
 Ladislase Ntaganzwu, organizátor rwandské genocidy, byl zadržen v Demokratické republice Kongo.
 Vojenská intervence v Jemenu: Jednotky arabské koalice dobyly Haníšské ostrovy v Rudém moři.
 Ázerbájdžánské tanky ostřelovali pozice Náhorně-karabašské republiky poprvé od ukončení války v Náhorním Karabachu v roce 1994.
 Švýcarská Ženeva vstoupila do zvýšeného režimu bezpečnosti kvůli pátrání po teroristech kteří útočili 13. listopadu v pařížském koncertním klubu Bataclan.
11. prosince – pátek 
 Vesmírná loď Sojuz TMA-17M přistála po úspěšné misi v kazašské stepi.
 Válka v Afghánistánu: Tálibán napadl španělskou ambasádu v afghánském hlavním městě Kábulu.
 Čínská police zadržela jednoho z nejbohatších čínských podnikatelů Kuo Kuang-čchanga.
 Norská společnost Orkla Group podepsala dohodu o nákupu společnosti Hamé. Orkla již vlastní společnost Vitana.
 Americký chemický koncern Dow Chemical se dohodl na spojení s konkurenčním DuPontem.
 Ústavní krize v Polsku 2015: Polská vláda premiérky Beaty Szydłové (na obrázku) odmítla uznat rozhodnutí ústavního soudu týkající se volby nových ústavních soudců.
 Slovensko přijalo skupinu 149 asyrských křesťanů přesídlených z Iráku kvůli ohrožení ze strany samozvaného Islámského státu.
 Nejméně sedm lidí bylo zabito při útoku opozičních sil na kasárna v Bujumbura, hlavním městě Burundi. Kenya Airways a RwandAir zastavily lety do Bujumbury.
 Novozélanďané zvolili v celonárodním referendu podobu návrhu nové vlajky. Referendum o změně stávající vlajky za novou proběhne v březnu.
12. prosince – sobota 
 Konference OSN o změně klimatu 2015 v Paříži: Zástupci 196 zemí schválili dohodu jejímž cílem je udržet globální oteplování pod úrovní 2 °C ve srovnání s předindustrialní érou.
 V Saúdské Arábii začaly volby do místních samospráv, kterých se poprvé v historii země zúčastnily ženy.
 Desetitisíce lidí protestovaly ve Varšavě proti politice vlády konzervativní premiérky Beaty Szydłové ze strany Právo a spravedlnost.
13. prosince – neděle 
 Republikáni vedení bývalým prezidentem Nicolasem Sarkozym (na obrázku) získali většinu mandátů ve francouzský regionálních volbách. Na druhém místě se umístili vládnoucí socialisté. Národní fronta Marine Le Penové nezískala vedoucí postavení v žádném francouzském regionu navzdory vysokým výsledkům v prvním kole voleb.
 Ruský raketový torpédoborec vypálil varovné střely proti turecké rybářské lodi v Egejském moři.
 Ministerstvo zahraničí Spojených států amerických vyzvalo americké občany k okamžitému opuštění Burundi.
 Tisíce lidí protestovaly v Podgorici, hlavním městě Černé Hory, proti možnému členství země v NATO.
 Ve věku 81 let zemřel rozhlasový hlasatel, dabér a herec Vladimír Fišer.
14. prosince – pondělí 
 Americký voják Bowe Bergdahl, který byl v letech 2009 až 2014 zajatcem Hakkáního sítě, byl obviněn z dezerce.
 Kurdsko–turecký konflikt: Nejméně dva lidé byli zabiti při střetech mezi tureckými bezpečnostními složkami a kurdskými demonstranty v Diyarbakıru.
 Vláda Bohuslava Sobotky odmítla návrh společnosti NWR na poskytnutí finanční pomoci ve výši čtyři miliard korun na pokračovaní fungování společnosti OKD.
 Česká vláda schválila přesídlení 153 křesťanských uprchlíků z uprchlických táborů v Iráku a Libanonu.
 Poslanci kosovské opozice použili v budově parlamentu slzný plyn na protest proti dohodě se Srbskem.
 Austrálie zakázala prodej léku Nurofen kvůli lživému marketingu.
 Egyptští vyšetřovatelé nenašli důkazy o tom, že by Let Kogalymavia 9268 (na obrázku) byl zasažen teroristickým útokem.
15. prosince – úterý 
 Německý salafistický kazatel Sven Lau známý z kauzy „šaría policie“ byl zadržen policií a obviněn z podpory teroristické organizace.
 Saúdskou Arábií vedená koalice vyhlásila sedmidenní příměří v Jemenu. Od začátku vojenské intervence 7. března 2015 proti Íránem podporovaným Hútíům bylo zabito nejméně 6 000 lidí.
 Jeden člověk byl zadržen v souvislosti listopadovými útoky v Paříži a dva obchodníci se zbraněmi v souvislosti s lednovými útoky v Paříži.
 Saúdská Arábie oznámila vznik protiteroristické koalice s centrem v Rijádu sdružující 34 zemí.
 Kardinál Dominik Duka se stal členem lidické pobočky Českého svazu bojovníků za svobodu. Organizaci nedávno opustily ženy, které přežily vyhlazení obce.
 Tajfunu Melor zasáhl Filipíny přinesl přívalové deště a přerušila dodávky elektřiny. 800 000 bylo preventivně evakuováno.
16. prosince – středa 
 Federální rezervní systém USA po sedmi letech zvýšil základní úrokovou sazbu o 0,25 %.
 V kalifornském Los Angeles proběhla světová premiéra filmu Star Wars: Síla se probouzí.
 Ve věku 80 let zemřel sochař Aleš Veselý (na obrázku), autor monumentálního památníku Brána nenávratna na Nádraží Praha-Bubny připomínající oběti šoa.
 Kolumbijská vláda uzavřela s povstaleckým hnutím FARC dohodu o odškodnění obětí šedesátiletého konfliktu.[nedostupný zdroj]
 Při únosu 26 katarských lovců v irácké poušti mohli být unesení také příslušníci královské rodiny.
 Vojenská intervence v Jemenu: Hútíové a  jednotky věrné prezidentovi Hádímu se dohodly na výměně stovek válečných zajatců.
 Severokorejský nejvyšší soud odsoudil kanadského presbyteriánského pastora Hyeona Soo Lima k doživotnímu nuceným pracím za údajné rozvracení státu.
17. prosince – čtvrtek 
 Arlene Fosterová, faktická premiérka Severního Irska, byla zvolena předsedkyní Demokratické unionistické strany.
 Prezident České republiky Miloš Zeman daroval neziskové organizaci Fondu ohrožených dětí (Klokánek) 2,5 milionu korun na pokrytí zadlužení.
18. prosince – pátek 
 Spojené státy americké zrušily 40 let starý zákaz vývozu ropy, který začal platit v roce 1975 během ropné krize.
20. prosince – neděle 
 Většina slovinských voličů zamítla v referendu zákon o stejnopohlavním manželství.
 Jeden člověk byl zabit poté, co lavina zavalila nejseverněji položené město světa, Longyearbyen na norských Špicberkách.
 Nejméně 85 lidí je pohřešováno po sesuvu půdy ve městě Šen-čen v provincii Kuang-tung.
 Nejméně 76 lidí je pohřešováno po ztroskotání trajektu u indonéského ostrova Sulawesi
21. prosince – pondělí 
 Válka v Afghánistánu: Šest koaličních vojáků bylo zabito při útoku na americko–afghánský konvoj u letecké základny Bagram v afghánské provincii Parván.
 Vláda České republiky schválila paušální odškodnění pro občany tří obci postižených výbuchy muničních skladů ve Vrběticích.
 Etická komise FIFA uložila bývalému prezidentu FIFA Seppu Blatterovi a předsedovi UEFA Michelu Platinimu osmiletý zákaz působení ve fotbale.
 Lidová strana vedená současným premiérem Marianem Rajoyem získala většinu hlasů ve španělských parlamentních volbách.
 Keňští muslimové cestující v autobuse, který byl poblíž somálských hranic přepaden ozbrojenci pravděpodobně patřících k hnutí aš-Šabáb, ochránili své křesťanské spolucestující tím, že se odmítli rozdělit do skupin podle náboženské příslušnosti. Dva lidé byli při útoku zabiti a tři další zraněni. Útočníci uprchli v obavě před odvetou ze strany místní komunity.
22. prosince – úterý 
 Raketa Falcon 9 (na obrázku) společnosti SpaceX vynesla na oběžnou dráhu 11 komunikačních satelitů a její první stupeň úspěšně přistál na letecké základně Cape Caneveral.
 Řecko odvolalo svého velvyslance v reakci na výroky prezidenta Miloše Zemana o tom, že Česko nemůže vstoupit do eurozóny dokud Řecko nebude vyloučeno.
 Britští vojáci byli vysláni do afghánské provincie Hilmand, poté co Tálibán zaútočil na strategické město Sangin.
23. prosince – středa 
 Gruzínský premiér Irakli Garibašvili (na obrázku) rezignoval na svou funkci.
 Human Rights Watch obvinila nigerijskou armádu ze zabití 300 ší'itských muslimů ve městě Zaria. Nigerijské úřady obvinění odmítly jako neopodstatněné.
 USA zveřejnili cíle jaderného bombardování v Sovětském svazu, Východním bloku a Číně. Na seznamu jsou i cíle v bývalém Československu. Speciální pozornost byla věnována Praze, jejíž zničení bylo 61. prioritou případného konfliktu.
24. prosince – čtvrtek 
 Při požáru nemocnice v saúdskoarabském Džázánu zemřelo nejméně 25 lidí.
 Nejméně 100 tisíc lidí uprchlo z jihovýchodního Turecka před boji mezi tureckými bezpečnostními silami a Stranou kurdských pracujících.
 Nigerijský prezident Muhammadu Buhari oznámil „technické vítězství“ nad teroristickou skupinou Boko Haram. Organizace podle jeho slov již není schopná kontrolovat území a města, a její vojenské kapacity byly redukovány na sebevražedné útoky.
 Tři lidé zemřeli při požáru rodinného domu v Českých Budějovicích.
25. prosince – pátek 
 Indický premiér Naréndra Módí se v Láhauru setkal se svým pákistánským protějškem Navázem Šarífem. Jedná se o první setkání premiérů sousedících jaderných mocností od roku 2004.
 Japonský premiér Šinzó Abe (na obrázku) oznámil záměr na vytvoření fondu pro korejské oběti nucené prostituce během druhé světové války. Počet obětí této praktiky se odhaduje na 200 až 300 tisíc žen.
 Nejméně 100 lidí bylo zabito při výbuchu plnicí stanice LPG v jihovýchodní Nigérii.
 Nejméně dva lidé zemřeli při pokusu proniknout do španělské enklávy Ceuta.
26. prosince – sobota 
 Nejméně 150 tisíc lidí opustilo své domovy v důsledku povodní v severní Argentině, jižní Brazílii, Paraguayi a Uruguayi.
 Válka proti Islámskému státu: Kurdské jednotky YPG spolu se svými arabskými spojenci dobyly přehradu Tišrín na řece Eufrat.
 Dav demonstrantů v korsickém městě Ajaccio znesvětil muslimskou modlitebnu. Francouzský premiér Manuel Valls útok ostře odsoudil.
27. prosince – neděle 
 Bouře Eva přinesla přívalový déšť do severní Anglie. Tisíce lidí byly evakuovány ze zatopeného centra Yorku. Britský premiér David Cameron povolal do oblasti armádní posily.
 Série mimosezonních tornád si během vánočních svátků vyžádala 28 obětí napříč Jihem Spojených států amerických.
28. prosince – pondělí 
 Válka proti Islámskému státu: Irácká armáda vyhlásila vítězství nad samozvaným Islámským státem v Ramádí, hlavním městě provincie Anbár
 Japonsko a Jižní Korea uzavřely dohodu o odškodnění obětí nucené prostituce během druhé světové války.
 Mezinárodní červený kříž zahájil evakuaci povstalců z obleženého syrského města Zabadání u hranic s Libanonem.
29. prosince – úterý 
 Ve věku 70 let zemřel „Lemmy“ Kilmister (na obrázku) frontman heavymetalové skupiny Motörhead.
 Světová zdravotnická organizace oznámila konec epidemie eboly v Guineji.
 Středoamerické země uzavřely dohodu umožňující tisícům kubánských migrantů uvázlým na hranicích Nikaraguy dosáhnout území USA po pevnině skrze Mexiko.
 Ve věku 47 let zemřel bývalý fotbalový brankář Pavel Srniček.
30. prosince – středa 
 Mezinárodní unie pro čistou a užitou chemii (IUPAC) potvrdila objevení nových prvků ununtria, ununpentia, ununseptia, ununoctia.
 Nejméně jeden člověk byl zabit a deset dalších zraněno při útoku ozbrojence na turisty v Derbentské tvrzi v ruském Dagestánu.
 Korejská centrální zpravodajská agentura oznámila, že ve věku 73 let zemřel při autonehodě Kim Jang-kon, stranický tajemník pro vztahy s Jižní Koreou.
31. prosince – čtvrtek 
 Při novoročních oslavách v Dubaji zachvátil požár mrakodrap The Address Downtown Dubai.